# Kho Liang Ie
Kho Liang Ie (* 5. August 1927 in Magelang, Niederländisch-Indien; † 1. Januar 1975 in Amsterdam) war ein niederländischer Designer und Innenarchitekt. Zu seinen bedeutendsten Werken zählt die Einrichtung des zentralen Terminals des Flughafens Amsterdam Schiphol sowie seine Tätigkeit für den Möbelhersteller Artifort.

## Leben und Werk

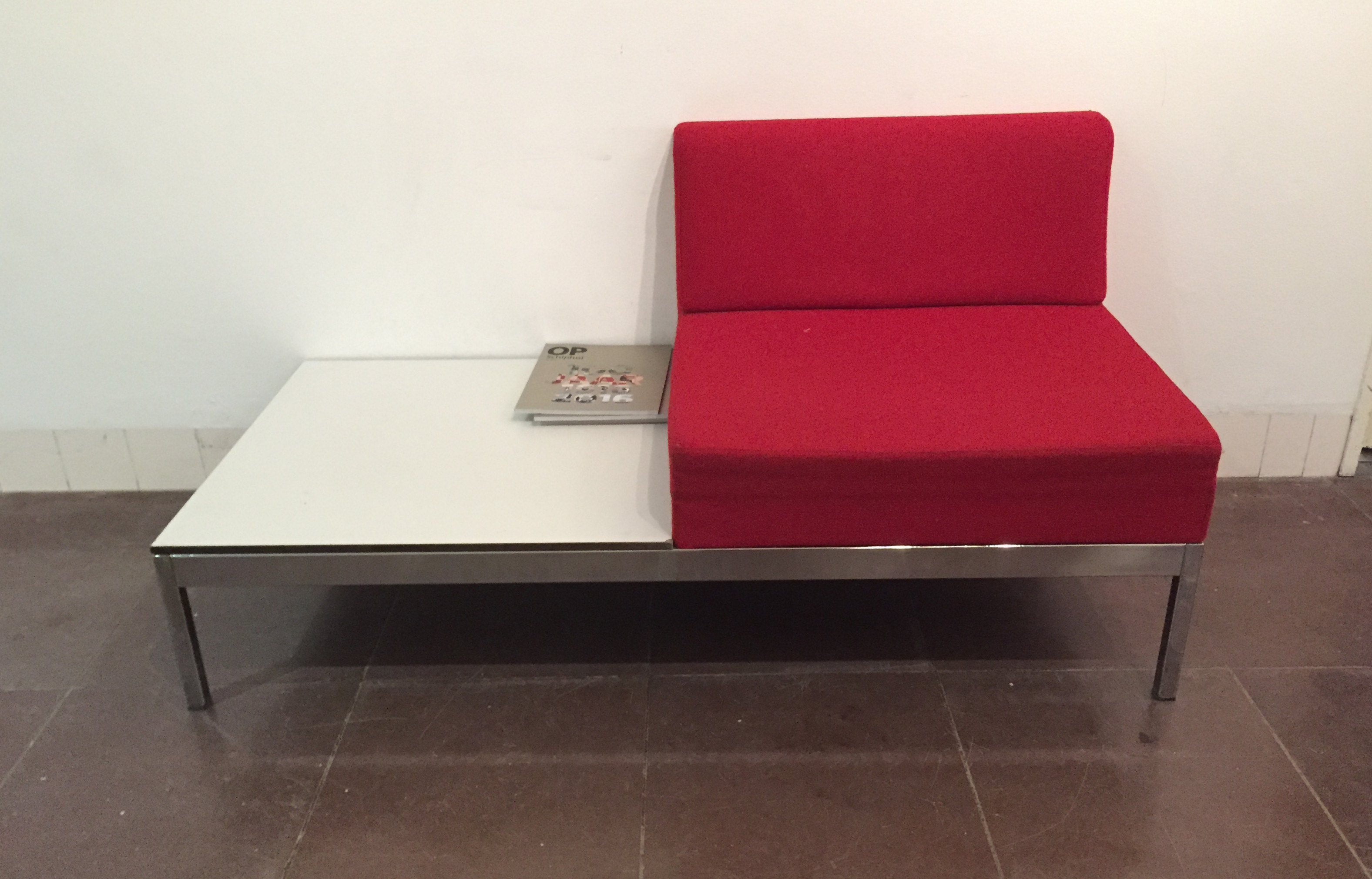
Sessel zur Einrichtung des Flughafens Amsterdam Schiphol

Kho Liang Ie wurde 1927 als Sohn chinesischer Eltern in Magelang auf der Insel Java geboren, die zu diesem Zeitpunkt Bestandteil der niederländischen Kolonie Niederländisch-Indien war. Im Zuge des Unabhängigkeitskriegs, der zur Gründung des unabhängigen Staats Indonesien führte, verließ Kho Liang Ie das Land und siedelte in die Niederlande über.
Dort studierte er zunächst Medizin, brach das Studium jedoch bald ab und wechselte an die Amsterdamer Gerrit Rietveld Academie, wo er Design und Innenarchitektur studierte. Nach seinem Studienabschluss im Jahr 1954 begann er eine Tätigkeit bei der als Stiftung organisierten Wohnungsbaugesellschaft Goed Wonen. Von 1957 bis 1963 war er Redakteur der gleichnamigen, von der Stiftung herausgegebenen Zeitschrift.
Von 1958 bis zu seinem Tod war Kho Liang Ie für den Maastrichter Möbelhersteller Artifort tätig. Er entwarf für das Unternehmen nicht nur selbst Möbel, wie etwa die Sessel und Sofas der Serie 416, sondern beriet den Hersteller auch hinsichtlich einer stilistischen Neuausrichtung und warb Designer wie Pierre Paulin und Geoffrey Harcourt an. Zu den weiteren Auftraggebern Kho Liang Ies zählen der Möbelhersteller Fristho, der Fliesenfabrikant Mosa und das Unternehmen Bruynzeel, das von Bodenbelägen, Türen und Küchen bis hin zu Mal- und Schreibstiften ein sehr vielfältiges Produktsortiment anbietet.
Als Innenarchitekt zählte Kho Liang Ie zu den Pionieren offener Bürolandschaften. Neben Büroräumen – etwa für das Unternehmen Phonogram in Baarn – entwarf er auch Interieurs für Kulturbauten wie das Cultureel Centrum in Amstelveen oder das Lijnbaantheater in Rotterdam. Sein bedeutendstes Werk als Innenarchitekt ist die Interieurgestaltung des von 1963 bis 1967 errichteten, zentralen Terminals des Flughafens Amsterdam Schiphol. Um eine möglichst klare Umgebung zu schaffen, legte er Wert auf ungestörte Sichtbeziehungen, ein helles Interieur und große Fensterflächen, die den direkten Blick auf die wartenden Flugzeuge ermöglichen. Um ein möglichst einheitliches Gesamtbild zu schaffen, wählte er zur Ausstattung des Terminals mit Kunstwerken ausschließlich Objekte aus, die überwiegend Grau- und Brauntöne aufweisen. Insbesondere in den Ankunfthallen 1 und 2 sind noch heute Gestaltungselemente der von Kho Liang Ie geplanten Einrichtung zu finden.